# 제프리 위그더
제프리 위그더(Geoffrey Wigdor, 1982년 1월 23일 ~ )는 미국의 텔레비전 배우, 영화배우이다.
뉴욕에서 태어났다.

## 영화
- 버디 스토리 (2010년)
- 화이트 아이리시 드링커스 (2010년)
- 레버티 (2003년)
- Law & Order : 성범죄전담반 1 (1999년)
- 인 드림스 (1999년)
- 슬리퍼스 (1996년) - 어린 존 라일리 역
- 랄프의 여름방학 (1994년)
- 원 라이프 투 리브 (1968년)